# Xã Hunter, Quận Cass, Bắc Dakota
Xã Hunter (tiếng Anh: Hunter Township) là một xã thuộc quận Cass, tiểu bang Bắc Dakota, Hoa Kỳ. Năm 2010, dân số của xã này là 64 người.